# Félicien Salmon
Félicien Salmon (Rouillon-Annevoie, Anhée, 14 de septiembre de 1882 - Rouillon-Annevoie, 13 de abril de 1964) fue un ciclista belga que corrió entre 1907 y 1914. El 1912 finalizó en 9a posición al Tour de Francia.
La Primera Guerra Mundial puso fin a su carrera deportiva y al acabar se dedicó al comercio de bicicletas y a un negocio hotelero.

## Palmarés
- 1907 (sin licencia)
  - 30 victorias sobre 50 cursas disputadas
- 1911 (independiente)
  - 1.º en los 8 días de Alcyon y vencedor de 3 etapas
  - 1.º en la Sedan-Bruselas
- 1912
  - 1.º en Dinant
- 1913
  - 1.º en Dinant

### Resultados al Tour de Francia
- 1912. 9.º de la clasificación general
- 1913. Abandona (4.ª etapa)